# Valsemølle
En valsemølle er en valsemaskine, hvis opgave ikke er udvalsning, men en anden valseproces, således i krudtværket satsens fortætning til kage ved den glatte valsemølle, laminoiren, ligeledes ved chokoladefabrikationen, eller omvendt kagens sønderdeling til korn mellem piggede eller riflede valser efter Congreve’s princip; ved malmskilningen knusning af godset for at få den rene malm ud af bjergarten, i den moderne teglværksindustri ligeledes knusning af småsten i det naturlige ler som forarbejde til dets behandling på kantmøllen. Ved knusning anvendes valsemøller med glatte eller riflede valser. Riflingen kan være parallel med valseaksen eller gå i skruegang. I kornmølleriet benævnes valsemøllen valsestol.
Valsestolen er det valseværk, som i det nyere mølleri delvis er trådt i kværnens sted. Valsestolen har 2 til 4 stålvalser, dels glatte og dels forsynet med skrå rifler af forskellig finheder. Kornet males først mellem de riflede valser, og den frasigtede kerne udmales derefter på glatvalsestolene.

## Formaling af mel
Selve maleværket, det apparat, på hvilket kornet sønderdeles, var helt op til 1880 stenkværne, oprindeligt lod man kværnens sten løbe så tæt på hinanden som muligt på hinanden (platmølleri), men omkring 1850 gik man i stor udstrækning over til det såkaldte højmølleri, hvor kornet underkastes flere på hinanden følgende passager gennem kværnen med mellemliggende sigtninger. Et særligt karakteristisk træk ved højmølleriet var, at der til at begynde med holdtes en vis afstand mellem stenene; en afstand, som gradvis formindskedes, efterhånden som sønderdelingen af kornet skred frem. Ved højmølleriet bliver skallen i langt mindre grad end ved platmølleriet malet ud til et pulver, der er så fint, at det kan passere igennem gennem melsigterne. Med samme meludbytte bliver melet således mere skalfrit, når man anvender højmølleri.
Valsemølleriet var en revolution, da kornets formaling nu skete gennem to vandret liggende stålvalser forsynet med rifler på overfladen; disse valser roterer nogle hundrede gange i minuttet, idet den øverste valse i et par dog løber noget langsommere end undervalsen. I øvrigt drives formalingen også når valser anvendes, som højmølleri. Melet passerer flere par valser med mellemliggende sigtninger; til at begynde med holdes valserne et stykke fra hinanden for senere, når skallerne er sigtet fra, at nærmes til hinanden.
Den endelige findeling af den næsten skalfri melkerne finder sted ved passage mellem glatte stålvalser (oprindeligt porcelænsvalser).
Oprindelig blev valsemøllerne opført ved hjælp af damp; senere ved elektricitet. Mange byer har stadig vejnavne efter dampmøllerne, eksempelvis "Dampmøllevej" i Holbæk. De kom frem i 1880’erne, havde en stor kapacitet, og fortrængte efterhånden vejrmøllerne som brødmøller, fordi valseformalingen var hurtigere og billigere.

## Valsningens betydning for melets hæve- og næringsegenskaber
Hæveegenskaben i melet er nært forbundet med finheden i formalingen, der måles ved en U-værdi (Udmalingsprocenten), hvorved forstås det antal kg af den pågældende melkvalitet, der er fremkommet ved formaling af 100 kg korn. Er U høj vil det sige, at man i møllen foruden den egentlige frøhvide tillige har sønderdelt en stor mængde af skallen så fint, at der er kommet rigeligt med skalpartikler med i melet. Siden 1950 var sigtet hvedemel U = ca 80 her i Danmark. For groft rugmel er U = ca. 100., hvilket vil sige, at praktisk talt hele skallen er kværnet i melet.
I ernæringsfysiologiske diskussioner er netop U-værdien stadig genstand for overvejelser. Den tidligere nærede opfattelse, at mel med højt U-indhold ubetinget er det bedste ernæringsmæssigt set, er ved senere videnskabelige undersøgelser vedrørende stoffet fytin blevet underkendt. Mel med højt U-indhold, det vil sige med højt skalindhold (grov beskaffenhed) har nemlig et meget højt fytinindhold.
Et andet interessant træk ved den moderne fremstilling af mel er den udstrakte anvendelse af tilsætningsstoffer til melet. Så at sige alt hvedemel i Danmark, der går i handelen, har fået tilsætninger af den ene eller anden art, og det ejendommelige er, at de stoffer, det drejer sig om, tilsættes i ganske små mængder, 1/10 til 1/100 promille af melets vægt. Det gælder kaliumbromat, der tilsættes for at forøge melets bageevne (idet kaliumbromat bestemmer hvilke enzymer, der i dejen vil kunne virke nedbrydende på hvedemelets bageteknisk set værdifulde proteiner). Stoffer som kvælstoftriklorid og benzoylperoxid kan tilsættes for at blege melet. I Sverige har man haft tradition for at berige melet med vitaminer med tilsætning af små mængder af syntetisk fremstillede vitaminer, ligeledes ved tilsætning af jern. I Danmark har man haft tradition for at tilsætte kalk til det meste hvedemel for at imødegå den kalkmangel, som den danske kost er så fattig på, op til 0,5 % af melets vægt.
I starten af 1920-erne lå danske valsemøllerier i hård konkurrence med amerikanske melprodukter, men nu forsynes det danske marked næsten udelukkende med dansk formalet mel. Et biprodukt ved fremstillingen af skaller er kliddene, der anvendes som dyrefoder; et andet biprodukt fra valsemøllerne er hvedekim, der anvendes til fremstilling af E-vitaminpræparater.